# Jackson Howe
Jackson Howe (* 16. Juni 1998 in Calgary) ist ein kanadischer Volleyballspieler.

## Karriere
Howe begann seine Karriere an der Dr. EP Scarlett High School. Von 2017 bis 2022 studierte er an der Trinity Western University und spielte in der Universitätsmannschaft Spartans. 2022 gab der Mittelblocker sein Debüt in der kanadischen Nationalmannschaft. Im selben Jahr ging er zum französischen Erstligisten Alterna Stade Poitevin. Mit dem Verein wurde er in der Saison 2024/25 französischer Vizemeister. Anschließend wurde Howe vom deutschen Bundesligisten SVG Lüneburg verpflichtet.